# Wojna trzydniowa
Wojna trzydniowa (hebr. מלחמת שלושת הימים, milchemet szloszet ha-jamim) – izraelska nazwa starć Sił Obronnych Izraela z Siłami Zbrojnymi Syrii na Wzgórzach Golan w dniach 24–26 czerwca 1970 roku podczas wojny na wyczerpanie.
W trakcie trzydniowych starć obie strony przeprowadzały ataki artyleryjskie, powietrzne i lądowe na pozycje wroga. Choć obie strony poniosły straty, dużo cięższe straty poniesione przez Syrię sprawiły, że zaprzestała ona ataków na Izrael do 1972 roku.

## Tło wydarzeń
Koniec wojny sześciodniowej w 1967 roku nie stanowił zakończenia konfliktu arabsko-izraelskiego. Państwa arabskie nie mogły się pogodzić ze zwycięstwem Izraela oraz ze wzrostem jego pozycji w regionie. We wrześniu 1967 roku odbyła się konferencja w Chartumie, na której do głosu doszli zwolennicy prowadzenia zdecydowanej polityki wobec Izraela. Uznali, że nie można prowadzić żadnych negocjacji i rozmów pokojowych z politykami izraelskimi. Egipcjanie nie pogodzili się ze stratą Synaju, a Izrael nie akceptował postanowień Rezolucji Rady Bezpieczeństwa ONZ nr 242 nakazującej mu zwrot zdobytych terytoriów. W wyniku napięć politycznych doszło początkowo do pojedynczych, później regularnych, ostrzałów pozycji jednej i drugiej strony nad Kanałem Sueskim. Toczący się od 1967 do 1970 roku konflikt nazwany został wojną na wyczerpanie. Gamal Abdel Naser wierzył, że przedłużający się zatarg doprowadzi do osłabienia Izraela. W trakcie konfliktu dochodziło do operacji desantowych, naruszeń przestrzeni powietrznych, ostrzałów i wypadów komandosów na tyły wroga. Egipt chciał przez to utrzymać zainteresowanie międzynarodowe sytuacją nad Kanałem Sueskim i zyskać sojuszników. Naser otrzymał szeroką pomoc wojskową ze Związku Radzieckiego. Z kolei Izrael nie chciał pokazać słabości i wycofać się z pozycji na zachodzie Synaju mimo strat wśród żołnierzy stacjonujących na linii Bar-Lewa. Obszar walk w trakcie wojny na wyczerpanie był również poligonem doświadczalnym dla nowego sprzętu amerykańskiego i radzieckiego.

### Front izraelsko-syryjski
Po wojnie sześciodniowej armia izraelska utworzyła szereg umocnionych punktów obserwacyjnych i obronnych wzdłuż granicy między Syrią a zajętymi przez Izrael w wojnie sześciodniowej Wzgórzami Golan. Za obronę tego sektora było odpowiedzialne Dowództwo Północne i podlegająca mu 188 Brygada Pancerna. W trakcie wojny na wyczerpanie front izraelsko-syryjski, w przeciwieństwie do izraelsko-egipskiego, charakteryzował się niskim natężeniem działań zbrojnych. W latach 1968–1970 Damaszek, w kontrolowany przez siebie sposób, umożliwiał OWP i Fatahowi ataki na Izrael. Dopiero od 1970 roku, po naciskach państw arabskich, Syria zintensyfikowała działania na Wzgórzach Golan. Ataki nasiliły się w czerwcu, kiedy to Syryjczycy zaczęli przeprowadzać ataki na linie izraelskie i ostrzały artyleryjskie. Skutkowało to izraelską odpowiedzią na te ataki.

## Przebieg

### 24 czerwca

Mapa granic, linii zawieszenia ognia i stref zdemilitaryzowanych na Wzgórzach Golan

24 czerwca uznaje się za początek tzw. wojny trzydniowej. Wówczas to, około godziny 18:00, Syryjczycy ze stanowisk w okolicach Ar-Rafid i ze wzgórz Antylibanu rozpoczęli ostrzał artyleryjski wszystkich izraelskich pozycji na Wzgórzach Golan oraz Al-Kunajtiry, Geszuru i En Ziwanu. Równocześnie syryjskie siły pancerne rozpoczęły atak w dwóch kierunkach. Jeden w północnej części wzgórz, a drugi na południe, koło Har Peres (na zachód od Ar-Rafid: 32°57'34.8"N 35°51'57.5"E). W pierwszym przypadku atak syryjski został powstrzymany bardzo szybko. Jednak w okolicach Ar-Rafid trzy czołgi Sił Zbrojnych Syrii przekroczyły linię zawieszenia ognia, dotarły pod izraelskie umocnienia i otworzyły ogień do bunkrów i punktów obserwacyjnych. Dwa czołgi zostały zniszczone przez Izraelczyków. Wsparcia udzieliły także Siły Powietrzne Izraela. O godzinie 20:00 walki ustały. Tego samego dnia Dowództwo Północne rozpoczęło planowanie operacji odwetowej.
Po ataku strona syryjska ogłosiła zwycięstwo. Rzecznik armii podał do informacji, że po stronie izraelskiej zginęło i zostało rannych co najmniej 175 żołnierzy, zestrzelono jeden samolot izraelski, a także zniszczono izraelską linię obrony. Syryjczycy podali również, że przez jakiś czas zajęli izraelskie pozycje. Po stronie syryjskiej miało zginąć dwóch żołnierzy, a pięciu zostało rannych.
Izraelczycy podali, że siedmiu żołnierzy zostało rannych, a jeden zmarł w wyniku odniesionych ran.

### 25 czerwca
25 czerwca, o godzinie 11:00, izraelskie lotnictwo rozpoczęło naloty w trzech rejonach Syrii na następujące cele wojskowe:
- baza Katana (15 km na południowy zachód od Damaszku) – wówczas jedna z największych baz wojskowych w kraju,
- bazy w rejonie miasta Al-Kiswa (10 km na południe od Damaszku),
- dowództwo wojsk arabskich, które zlokalizowane było 10 km od As-Suwajdy.

O tej samej godzinie, na lądzie, Izraelczycy rozpoczęli ostrzał artyleryjski i moździerzowy syryjskich stanowisk na granicy, w linii ok. 60 km. Syryjska artyleria stała się celem ataków izraelskich samolotów. Ostrzałem umocnień izraelskich odpowiedzieli Syryjczycy. Doszło również do starć sił pancernych, w których strona syryjska straciła trzy czołgi. Około godziny 14:15 Syryjczycy do walki wysłali samoloty MiG-21. W wyniku starć z samolotami Sił Powietrznych Izraela strona syryjska straciła jeden samolot. O 15:30, po izraelskim nalocie na cele wojskowe położone 15 km na południowy wschód od Ar-Rafid, doszło do wstrzymania ognia. Jeszcze do 17:00 Syryjczycy pojedynczo ostrzeliwali wybrane cele. W związku z tym, po godzinie 18:00, izraelskie samoloty ponownie dokonały nalotów na syryjską artylerię.
Radio Damaszek poinformowało, że w trakcie starć syryjska obrona przeciwlotnicza zestrzeliła trzy samoloty izraelskie, które spadły na terytorium Izraela. Syryjczycy twierdzili, że zniszczyli dziewięć czołgów Armii Obrony Izraela i zabili lub ranili co najmniej 45 Izraelczyków. Straty własne oszacowali na 34 zabitych i 63 rannych.

### 26 czerwca
Na 26 czerwca Dowództwo Północne i Sztab Generalny zaplanowały przeprowadzenie operacji odwetowej za wcześniejsze syryjskie ataki na izraelskie stanowiska. Operacja zyskała kryptonim „Kiton 10”. Zakładała połączony atak sił pancernych, powietrznych, wojsk inżynieryjnych i artylerii na syryjskie punkty obserwacyjne. Atak zaplanowano na obszarze na południe od Tall al-Faras (izraelska nazwa Har Peres) na obszarze od drogi naftowej na północy po wadi Rukad (izraelska nazwa Nachal Rukad/Rukad) na południu. W tym obszarze Syryjczycy posiadali trzy umocnione stanowiska: Cida, El Chanut, Arba’at ha-Batim. Część lądową operacji powierzono 188 Brygadzie Pancernej. Atak rozpoczął się o godzinie 09:00 atakiem powietrznym, a później artyleryjskim na pozycje syryjskie. Następnie o godzinie 12:30 rozpoczął się atak sił pancernych. Do 14:30 Izraelczykom udało się zdobyć i zniszczyć wspomniane trzy punkty. Izraelskie dowództwo wydało rozkaz o rozszerzeniu operacji na umocnienia Umm Luks i Tall Darja. W ramach odwetu Syryjczycy przypuścili atak sił pancernych na umocnienia izraelskie. Tam natarcie zatrzymało się na umocnieniach i zostało rozbite przez powracające z Syrii czołgi 188 Brygady Pancernej.
Operacja zakończyła się następującymi stratami po stronie syryjskiej: wysadzeniem 49 syryjskich bunkrów, uszkodzeniem 36 czołgów, zniszczeniem 20 różnych transporterów, zestrzeleniem jednego samolotu syryjskiego, śmiercią 350 żołnierzy. 38 żołnierzy dostało się do izraelskiej niewoli. Izraelczycy stracili 10 żołnierzy, a 27 zostało rannych. Jeden samolot został zestrzelony, a pilot katapultował się nad terytorium Syrii. Trzy czołgi zostały uszkodzone.

## Rezultat
Operacja „Kiton 10” oraz poniesione straty sprawiły, że Syryjczycy zaprzestali ataków na pozycje izraelskie do końca wojny na wyniszczenie, a potem jeszcze do 1972 roku. Dochodziło dalej do ataków ze strony organizacji palestyńskich, jednak bez pomocy Sił Zbrojnych Syrii. Ponadto w 1970 roku doszło do napięć granicznych pomiędzy Jordanią a Syrią w związku z trwającą w Jordanii wojną domową, co zmusiło armię syryjską do przeniesienia części wojsk ze Wzgórz Golan.